# Václav Koloušek
Václav Koloušek (* 13. dubna 1976 v Mladé Boleslavi) je český fotbalový záložník v současnosti hrající za Bělou pod Bezdězem.  

## Klubová kariéra
Jeho kariéra začala v mládežnických klubech v jeho rodném městě, v Mladé Boleslavi. Odtud odešel na vojenskou základní službu do Dukly Praha, která se později kvůli finančním problémům sloučila s příbramským klubem a on tak pokračoval v Příbrami. Ve věku 21 let se poté rozhodl zkusit zahraniční angažmá a přestoupil do italského klubu Salernitana Sport, se kterou dokonce dokázal postoupit do Serie A. V roce 1999 pak opět změnil působiště a sezónu 1999–2000 hrál druhou italskou ligu za Fermana Calcio, kam ho Salernitana uvolnila na hostování. Klub však sestoupil a Koloušek se vrátil zpět do české nejvyšší soutěže.
V létě 2000 jej získala na roční hostování Sparta Praha a s ní vyhrál český mistrovský titul. V klubu však nezůstal a další sezónu hrál za FC Slovan Liberec, kam ho Salernitana opět pustila jen na hostování. Zde strávil možná nejlepší sezónu vůbec, spolu s kamarádem Jiřím Štajnerem byli hlavními strůjci překvapivé liberecké jízdy za titulem, vůbec prvním v historii klubu. Jeho výkony ho vynesly až do reprezentace. V létě 2002 se ale musel vrátit zpět do Salernitany. Tam strávil pouhého půl roku, než ho Liberec vykoupil za částku blížící se 15 milionům korun.
Další rok strávil v Liberci, než si jej Josef Csaplár, který jej vedl už v Liberci v mistrovské sezóně, vytáhl do Slavie, která Liberci zaplatila 19 milionů korun a podepsala s Kolouškem smlouvu na 3,5 roku. Ovšem za pouhých pár měsíců, v květnu 2004 u něj lékaři zjistili akutní leukémii a Koloušek byl nucen přerušit kariéru. Boj se zákeřnou nemocí však vyhrál a v listopadu 2004 už mohl na tiskové konferenci oznámit vyléčení. V jarní části sezóny pak již stihl naskočit do osmi ligových zápasů, většinou jako střídající hráč.
V létě 2005 však jeho vztahy se Slavií značně ochladly. Celý spor začal tím, že dal Slavii k arbitráži ČMFS kvůli sporu o nevyplacené prémie. Ve stejnou dobu se trenér Karel Jarolím podle něj necitlivě vyjádřil na tiskové konferenci o jeho zdravotním stavu, když zveřejnil pochybnost, zda zvládne letní přípravu týmu.[zdroj?] Koloušek reagoval mediálním vyjádřením, ve kterém trenéra kritizoval, načež jej Slavia odvolala ze soustředění, na kterém se tým nacházel. Vedení klubu se postavilo za trenéra, vzájemné vztahy se nepodařilo napravit a po několika týdnech v B-týmu pak Koloušek přestoupil do Marily Příbram.
Tam strávil jen půl roku, než přestoupil do rakouského klubu FC Wacker Tirol. Po roce a půl však klub z Innsbrucku sestoupil a opět změnil angažmá. Jeho zatím posledním zahraničním klubem byl tak FC Magna Wiener Neustadt, hrající druhou rakouskou ligu. Z Rakouska se do domácích soutěží vrátil v roce 2011, kdy se stal hráčem Zbrojovky Brno. Po skončení sezóny 2011/12 přestoupil do FC Vysočina Jihlava. Tady dlouho patřil k oporám týmu, na podzim 2014 však už dostával minimum příležitostí a v zimní přestávce byl přeřazen do juniorského týmu, kdy by měl působit jako hrající asistent trenéra.

## Reprezentační kariéra
V letech 1996 a 1997 odehrál sedm zápasů za reprezentaci do 21 let, ve kterých si navíc připsal tři vstřelené branky. Za seniorský národní tým nastupoval v roce 2002, kdy zářil v české lize v dresu Liberce. Premiéra se mu povedla výborně, když hned po sedmi minutách v přátelském utkání proti Maďarsku vstřelil branku a tým vyhrál 2:0. Poté nastoupil ještě ve čtyřech dalších zápasech jako střídající hráč.